# Laizé
Laizé – miejscowość i gmina we Francji, w regionie Burgundia-Franche-Comté, w departamencie Saona i Loara.
Według danych na rok 1990 gminę zamieszkiwały 662 osoby, a gęstość zaludnienia wynosiła 63 osoby/km² (wśród 2044 gmin Burgundii Laizé plasuje się na 361. miejscu pod względem liczby ludności, natomiast pod względem powierzchni na miejscu 897.).